# 사랑따위 No thank you!
〈사랑따위 No thank you!〉(일본어: 恋なんかNo thank you! 코이난가노땡큐![*])는 일본의 여성 아이돌 그룹 NMB48의 24번째 싱글 앨범으로, 2020년 11월 18일 발매되었다. 요시다 아카리가 참가하는 마지막 싱글 앨범이며, 센터 포지션을 맡았다.